# Federação Internacional Farmacêutica

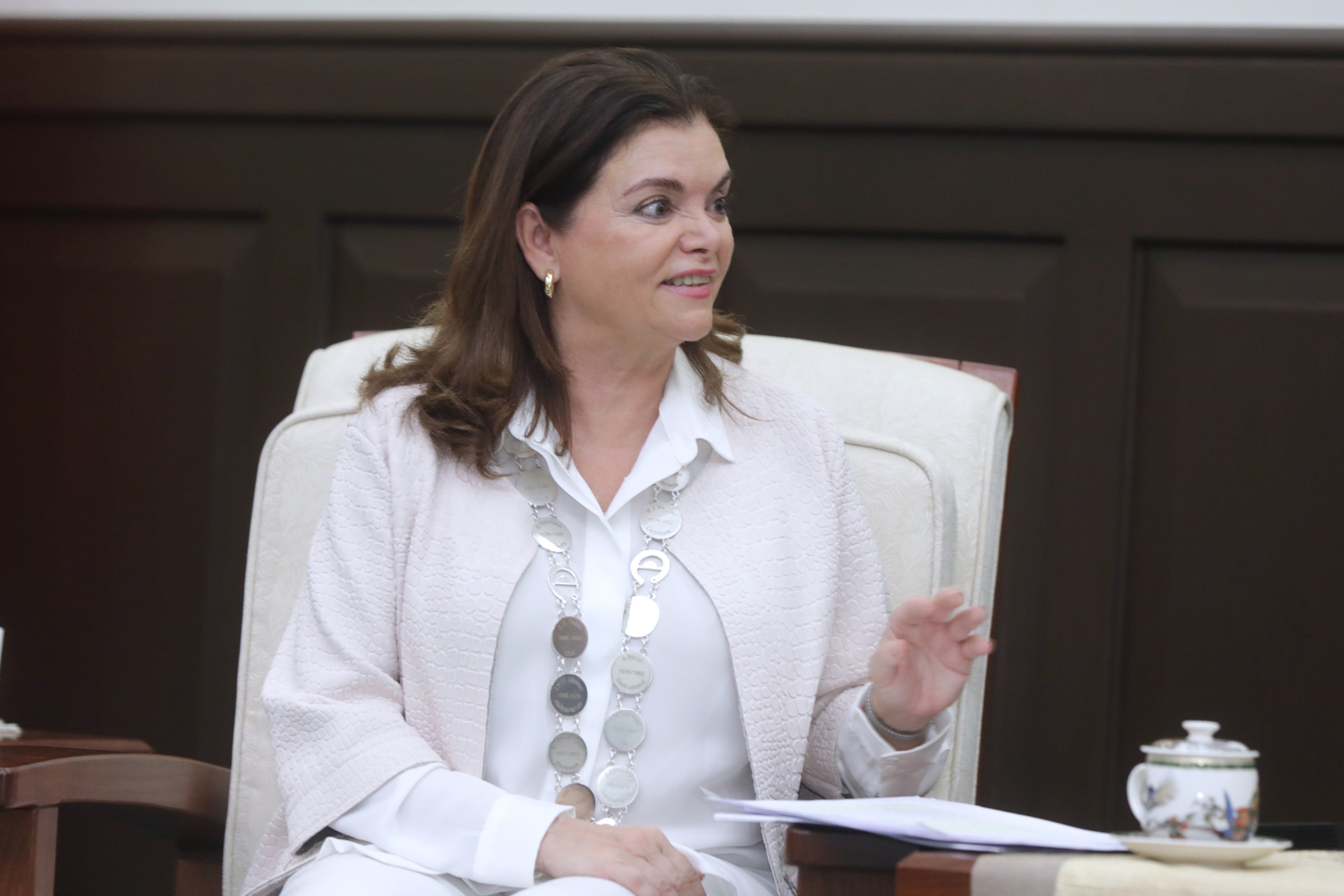
A ex-presidente da FIP, Carmen Peña, primeira mulher a ocupar o cargo.

A Federação Internacional Farmacêutica (International Pharmaceutical Federation) é a organização que representa a globalidade dos farmacêuticos de todo o mundo. Foi fundada em 25 de setembro de 1912 em Haia, na Holanda, onde está sua sede.
O dia 25 de setembro é o Dia Internacional do Farmacêutico.
Atualmente é presidida pelo farmacêutico australiano Paul Sinclair.
Todos os anos a FIP realiza um congresso onde se reúnem farmacêuticos para trocar experiências e pontos de vista. Nesses congressos são efetuadas conferências sobre diversos aspectos da profissão, apresentados posters e outras atividades.

## Congressos organizados pela FIP[1]
- 1912 - Haia - Holanda
- 1913 - Gante - Bélgica
- 1914 - Berna - Suíça (cancelado)
- 1922 - Bruxelas - Bélgica
- 1923 - Londres - Reino Unido
- 1925 - Londres - Reino Unido
- 1927 - Haia - Holanda
- 1928 - Paris - França
- 1930 - Estocolmo - Suécia
- 1933 - Praga - Checoslováquia (cancelado)
- 1935 - Bruxelas - Bélgica
- 1937 - Copenhague - Dinamarca
- 1939 - Berlim - Alemanha (cancelado)
- 1947 - Zurique - Suíça
- 1949 - Amsterdã - Holanda
- 1951 - Roma - Itália
- 1953 - Paris - França
- 1955 - Londres - Reino Unido
- 1958 - Bruxelas - Bélgica
- 1960 - Copenhague - Dinamarca
- 1962 - Viena - Áustria
- 1963 - Münster - Alemanha
- 1964 - Amsterdã - Holanda
- 1965 - Praga - Checoslováquia
- 1966 - Madri - Espanha
- 1967 - Montpellier - França
- 1968 - Hamburgo - Alemanha
- 1969 - Londres - Reino Unido
- 1970 - Genebra - Suíça
- 1971 - Washington - EUA
- 1972 - Lisboa - Portugal
- 1973 - Estocolmo - Suécia
- 1974 - Roma - Itália
- 1975 - Dublin - Irlanda
- 1976 - Varsóvia - Polônia
- 1977 - Haia - Holanda
- 1978 - Cannes - França
- 1979 - Brighton - Reino Unido
- 1980 - Madri - Espanha
- 1981 - Viena - Áustria
- 1982 - Copenhague - Dinamarca
- 1983 - Montreux - Suíça
- 1984 - Budapeste - Hungria
- 1985 - Montreal - Canadá
- 1986 - Helsinque - Finlândia
- 1987 - Amsterdã - Holanda
- 1988 - Sydney - Austrália
- 1989 - Munique - Alemanha
- 1990 - Istambul - Turquia
- 1991 - Washington - EUA
- 1992 - Lyon - França
- 1993 - Tóquio - Japão
- 1994 - Lisboa - Portugal
- 1995 - Estocolmo - Suécia
- 1996 - Jerusalém - Israel
- 1997 - Vancouver - Canadá
- 1998 - Haia - Holanda
- 1999 - Barcelona - Espanha
- 2000 - Viena - Áustria
- 2001 - Cingapura
- 2002 - Nice - França
- 2003 - Sydney - Austrália
- 2004 - Nova Orleans - EUA
- 2005 - Cairo - Egito
- 2006 - Salvador - Brasil
- 2007 - Pequim - China
- 2008 - Basileia - Suíça
- 2009 - Istambul - Turquia
- 2010 - Lisboa - Portugal
- 2011 - Hyderabad - Índia
- 2012 - Amsterdã - Holanda
- 2013 - Dublin - Irlanda
- 2014 - Bangkok - Tailândia
- 2015 - Düsseldorf - Alemanha
- 2016 - Buenos Aires - Argentina
- 2017 - Seul - Coreia do Sul
- 2018 - Glasgow - Escócia
- 2019 - Abu Dhabi - Emirados Árabes Unidos
- 2022 - Sevilha - Espanha
- 2023 - Brisbane - Austrália
- 2024 - Cidade do Cabo - África do Sul
- 2025 - Copenhague - Dinamarca